# Хольмквист, Нинни
Нинни Хольмквист (швед. Ninni Holmqvist; 1958, Лунд, Швеция) — шведская писательница, переводчик.
Дебютировала в 1995 году, издала сборник рассказов «Костюм». Её роман-антиутопия «Биологический материал» (швед. «Enhet») стал мировым бестселлером. На русском языке вышел в 2006 году в издательстве «РИПОЛ классик».